# Auszeichnung von Bayonne für die Nationalgarde
Die Auszeichnung von Bayonne für die Nationalgarde war nur der Garde der Stadt durch den französischen König Ludwig XVIII. 1815 gestiftet worden. Geehrt sollten die Anhänglichkeit und Treue an das königliche Haus werden. 

## Aussehen
Das Ehrenzeichen ist ein sonnenartiges silbernes Schild. Auf dem mittigen ovalen Medaillon sind goldene Strahlen und eine Lilie unter der Königskrone. Der dunkelblaue Rand zeigt in goldenen Buchstaben Garde Nationale de Bayonne. Die Rückseite mit dem goldenen Wappen von Bayonne hat in der blauen Einfassung die Umschrift Nunquam poltuta.
Die Auszeichnung wurde an einem wasserblauen Band getragen.

## Einzelnachweis
1. ↑   H. Schulze, Chronik sämtlicher bekannten Ritter-Orden und Ehrenzeichen, welche von Souverainen und Regierungen verliehen werden, nebst Abbildungen der Dekorationen, Band 1, Moeser und Kühn, Berlin 1853, S. 340